# Sulawesigråfågel
Sulawesigråfågel (Edolisoma morio) är en fågel i familjen gråfåglar inom ordningen tättingar.

## Utseende och läte
Sulawesigråfågeln är en traststor grå tätting. Hanen är helt skiffergrå med svart strupe. På Sulawesi sträcker sig det svarta ner på buken. Vingen har ljusa teckningar. Honan är grå på ryggen och tvärbandat ljus under. Den skiljer sig från hona sahulgråfågel genom grå grygg. Hane sahulgråfågel saknar sulawesigråfågelns svarta på undersidan. Sången består av ett insektsliknande strävt "weerr-w...". Bland lätena hörs ett ljust gny och hårdare "chuk-chuk-chuk".

## Utbredning och systematik
Sulawesigråfågeln förekommer i Indonesien, på Sulawesi med kringliggande öar. Den delas in i två underarter med följande utbredning:
- Edolisoma morio morio – förekommer på Sulawesi, öarna Lembeh, Muna, Tomea, Kabaena och Butung
- Edolisoma morio edithae – förekommer på sydvästra Sulawesi

Tidigare inkluderades sangihegråfågeln (E. salvadorii) i arten, men denna urskiljs som egen art sedan 2024. Taxonet edithae fördes tidigare till Edolisoma tenuirostris.

### Släktestillhörighet
Sulawesigråfågeln har liksom flertalet taxa placerades tidigare i Coracina, men DNA-studier visar att det släktet är parafyletiskt visavi drillfåglarna i Lalage.

## Levnadssätt
Sulawesigråfågeln hittas i skogsområden och lundar i låglänta områden och förberg. Den ses enstaka eller i par, i trädtaket.

## Status och hot
Arten har ett stort utbredningsområde, men tros minska i antal, dock inte tillräckligt kraftigt för att den ska betraktas som hotad. Internationella naturvårdsunionen IUCN listar arten som livskraftig (LC). Notera dock att IUCN inkluderar sangihegråfågeln i bedömningen, men ej taxonet edithae.